# San Francisco Coacalco
San Francisco Coacalco eller bara Coacalco är en stad i centrala Mexiko, och är belägen i delstaten Mexiko nordväst om Ecatepec. Staden ingår i Mexico Citys storstadsområde och har 277 959 invånare (2010). Staden är huvudort i kommunen Coacalco de Berriozábal.

## Sport
Arena Coliseo Coacalco har fribrottning (lucha libre) och ibland boxning varje vecka.